# 두리안
두리안(영어: durian, 문화어: 듀리안, 듀리안나무)은 아욱과 두리안속(Durio)의 상록교목과 그 열매이다. 생물학적으로 30종이 구분되어 있으며 모든 종의 원산지가 동남아시아인 열대 과일이다. 최소 9종이 식용 열매를 맺는다. 두리안(D. zibethinus) 1종의 열매가 전 세계의 시장에서 찾아볼 수 있는 두리안이며, 다른 종의 열매들은 원산지 지역에서 구할 수 있다. 두리안 열매의 특징으로는 크기와 매우 독특하여 유일무이한 향, 수많은 가시로 뒤덮인 껍질 등이 꼽힌다. 이름은 말레이시아어로 '가시'를 뜻하는 두리(duri)에서 왔다.
열매는 지름 약 30cm에서 40cm 크기까지 자라며, 무게는 보통 1kg ~ 5kg 정도이다. 모양은 타원형에서 원형, 껍질의 빛깔은 녹색에서 갈색, 속살은 노르스름한 흰색에서 붉은색에 이르기까지 종에 따라 다양하다. 딱딱한 껍질이 날카로운 가시로 뒤덮여 있고, 커스터드와 유사한 속이 식용으로 쓰이는데 매우 강한 향을 풍긴다. 어떤 이들은 이것이 향기롭다고 여기는 반면, 강렬하고 불쾌하다고 생각하는 이들도 있다. 열매의 씨 또한 삶거나, 말리거나, 튀기거나, 구워서 먹는다.

## 맛과 향

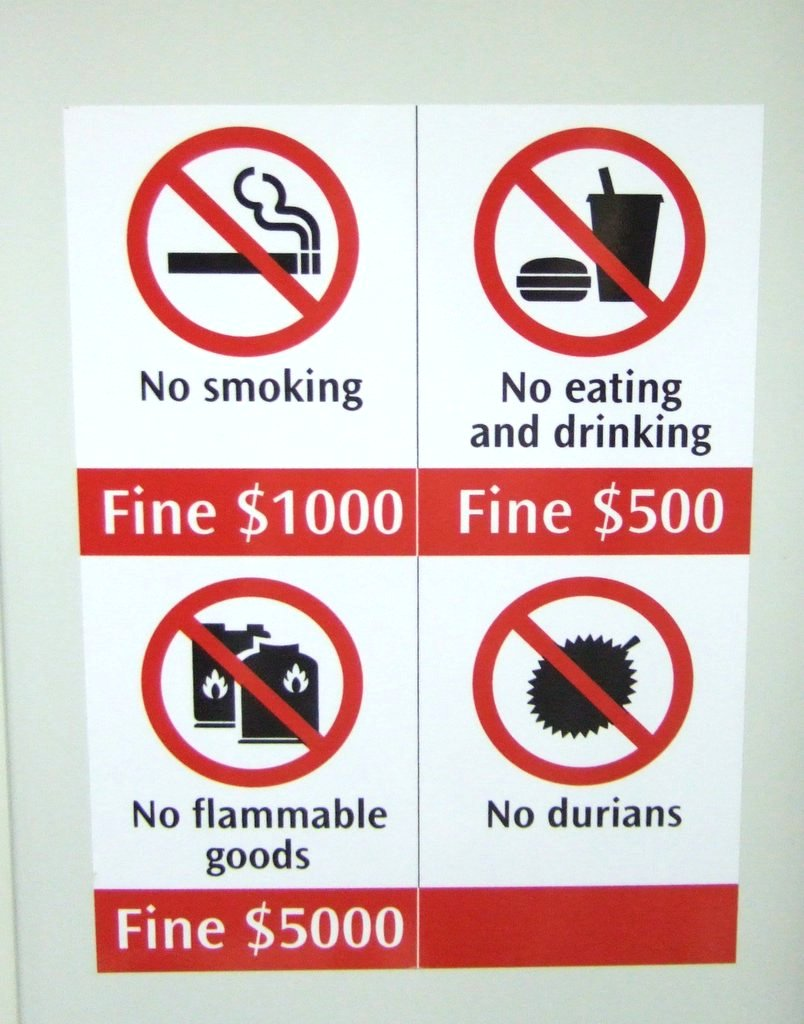
싱가포르 철도에 있는 두리안 금지 표지판.

1856년, 영국의 자연학자 앨프리드 러셀 월리스는 두리안의 맛에 대해서 이렇게 적었다.
| “ | 아몬드로 향을 낸 진한 커스터드라고 하는 것이 가장 가깝겠지만, 크림 치즈와 양파 소스 그리고 셰리 와인 및 기타 서로 안 어울리는 음식물을 떠올리게 만드는 향이 간혹 나기도 한다. 과육에는 끈적끈적하고 부드러운 것이 있는데 이것이 진미라고 할 만하다. | ” |

월리스는 "익은 과일의 냄새는 분명 처음엔 불쾌할 것이다"라고 주의를 주고 있다. 서양인들의 더 최근에 나온 설명들이 더 생생할 수도 있는데, 영국의 소설가 앤서니 버제스가 두리안을 먹는 것을 두고 "바닐라 커스터드를 변소에서 먹는 것 같다"고 말한 것은 유명하다.
기행문 작가이자 요리 평론가인 리처드 스털링은 이렇게 말했다.
| “ | 그것의 향을 가장 정확하게 묘사하자면, 돼지 똥과 테레빈유와 양파를 체육관용 양말에 넣고 뒤섞었다고 하겠다. 몇 야드 떨어진 곳에서도 그 냄새를 맡을 수 있다. 산지에서 대단히 인기가 좋음에도 불구하고, 이것의 생과일은 동남아시아의 호텔이나 지하철, 공항, 심지어 대중 교통 등의 시설에서도 반입이 금지되어 있다. | ” |

## 재배
원산지인 동남아시아와 주변 국가들에서 오래전부터 재배 및 이용해왔고, 서양에 알려진 것은 600년 전으로 기록되어 있다. 지금은 싱가포르,  태국, 캄보디아, 베트남, 말레이시아, 인도네시아, 브루나이, 필리핀 등에서 재배되고 있다. 태국, 말레이시아, 캄보디아, 필리핀 등에서는 평지에 개발된 대규모 농장이 있고, 열대우림 속에서 자연 상태로 키우는 농장들도 있다.
자연 상태로 키운 두리안의 경우 맛이 뛰어나다. 싱가포르, 태국, 말레시아, 필리핀 등에서는 과일의 크기 및 모양 등이 다양한 품종을 재배하고 있다. 고온다습한 환경에 적응한 수종으로 재배에는 연평균기온 27~30℃, 연강수량 1,500~2,500mm 이상, 상대습도 75~80% 이상, 우기 9~11개월의 조건이 충족되는 배수가 잘되는 토양이어야 한다. 번식은 종자와 접목으로 이루어지며 접목의 경우 대목으로는 같은 종 또는 근연의 다른 종들을 이용한다.

## 같이 보기
- 빵나무
- 별미